# 须藤悟
须藤悟（日语：／ Sudō Satoru，1970年10月23日—），日本男子残疾人冰球运动员。他曾代表日本参加2002年、2006年、2010年和2018年冬季残疾人奥林匹克运动会冰球比赛，其中2010年冬季残奥会获得一枚银牌。